# Diklóranilin
A diklóranilin szerves vegyület, az anilinnek a benzolgyűrűn két klóratommal helyettesített származéka, képlete C6H5Cl2N. Hat izomerje létezik, ezek egymástól a klóratomok és az aminocsoport egymáshoz viszonyított helyzetében különböznek. Mint anilinszármazéknak az elnevezése az aminocsoport 1-es helyzetszámával történik. Mindegyik izomer színtelen, bár a kereskedelmileg kapható anyag a szennyezések miatt színes lehet. Több származékot is festékek és növényvédőszerek gyártásához használnak fel.
| Vegyület         | CAS#     | Kémiai szerkezet | Olvadáspont           |
| ---------------- | -------- | ---------------- | --------------------- |
| 2,3-Diklóranilin | 608-27-5 |                  | 20–25 °C (68–77 °F)   |
| 2,4-Diklóranilin | 554-00-7 |                  | 59–62 °C (138–144 °F) |
| 2,5-Diklóranilin | 95-82-9  |                  | 47–50 °C (117–122 °F) |
| 2,6-Diklóranilin | 608-31-1 |                  | 36–38 °C (97–100 °F)  |
| 3,4-Diklóranilin | 95-76-1  |                  |                       |
| 3,5-Diklóranilin | 626-43-7 |                  | 46–52 °C (115–126 °F) |

## Fordítás
Ez a szócikk részben vagy egészben  a   Dichloroaniline című angol Wikipédia-szócikk ezen változatának fordításán alapul.  Az eredeti cikk szerkesztőit annak laptörténete sorolja fel. Ez a jelzés csupán a megfogalmazás eredetét és a szerzői jogokat jelzi, nem szolgál a cikkben szereplő információk forrásmegjelöléseként.